# Milan Hodža
Milan Hodža (ur. 1 lutego 1878 w Sučanach, zm. 27 czerwca 1944 w Clearwater) – czechosłowacki dziennikarz i polityk, wieloletni minister oraz premier Czechosłowacji (1935–1938), p.o. prezydenta Republiki (1935).

## Życiorys
Studiował na Uniwersytetach w Budapeszcie i Wiedniu. W roku 1897 rozpoczął karierę jako dziennikarz w Budapeszcie. Trzy lata później założył „Slovenský denník”, którego został redaktorem naczelnym, następnie prowadził gazetę „Slovenský týždenník” (1903–1914). W roku 1905 objął mandat posła do parlamentu węgierskiego, który sprawował do 1910 roku. Pełnił obowiązki wiceprzewodniczącego Słowackiej Partii Narodowej (1906–1914).
W czasie I wojny światowej mieszkał w Wiedniu, gdzie pracował w biurze prasowym (1916–1918). Działał politycznie na rzecz stworzenia wspólnego państwa Czechów i Słowaków. Był członkiem Słowackiej Rady Narodowej oraz sygnatariuszem Deklaracji Narodu Słowackiego, w której działacze słowaccy wyrazili chęć zjednoczenia z Czechami.
Po zakończeniu wojny był przedstawicielem rządu czechosłowackiego w Budapeszcie (1918–1919). W tym samym roku objął mandat posła do Zgromadzenia Narodowego Czechosłowacji, który sprawował do 1938 roku. W Czechosłowacji został jednym z liderów Czechosłowackiej Partii Agrarnej oraz jednym z liderów światowego ruchu ludowego. Założył Międzynarodowe Biuro Agrarne (ang. International Agrarian Bureau), w którego prezydium zasiadał.
W roku 1919 pełnił obowiązki sekretarza stanu w ministerstwie spraw wewnętrznych. Był również ministrem ds. unifikacji prawa (1919–1920) oraz organizacji administracji (1926–1929), rolnictwa (1922–1926 i 1932–1935), oświaty (1926–1929) oraz spraw zagranicznych (1935–1936). Jako pierwszy Słowak stanął na czele rządu Republiki (1935–1938). Był autorem projektu związania Czechosłowacji, Austrii, Węgier, Rumunii i Jugosławii unią celną mającej być pierwszym krokiem do integracji gospodarczej i politycznej w Europie Środkowej. W 1938 roku jego rząd musiał jednak zaakceptować porozumienia monachijskie, oznaczające okrojenie kraju na rzecz Niemiec.
Był nie tylko politykiem, ale również wykładowcą historii współczesnej na Uniwersytecie Komeńskiego w Bratysławie.
W czasie II wojny światowej mieszkał na emigracji w Szwajcarii, Francji, Wielkiej Brytanii i USA. Przewodniczył Słowackiej Radzie Narodowej w Paryżu (1939–1940), która w styczniu 1940 roku połączyła się z Czeską Radą Narodową w Czechosłowacką Radę Narodową. Ta ostatnia była ośrodkiem konkurencyjnym wobec Czechosłowackiego Komitetu Narodowego Benesza. W październiku 1939 roku Hodża sporządził memorandum na temat położenia Słowacji wewnątrz wspólnego państwa, w którym domagał się prawa do autonomii dla ziem słowackich. Po zajęciu przez Niemców Francji Rada została zlikwidowana, a Hodża usunął się w cień przyjmując stanowisko w londyńskiej Radzie Państwa. W 1941 roku znalazł się w USA, gdzie kontynuował prace nad projektem federacji środkowoeuropejskiej. Zmarł na Florydzie, rok przed zakończeniem wojny.
27 czerwca 2002 roku szczątki doczesne Milana Hodży zostały pochowane uroczyście na Cmentarzu Narodowym w Martinie.

## Publikacje
- „Články, reči, štúdie 1-6" (1930–1934)
- „Federation in Central Europe”, 1942

## Odznaczenia
- Order Tomáša Garrigue Masaryka I Klasy – CSRF, 1991, pośmiertnie[1][2]